# America's Next Top Model (mùa 10)
America's Next Top Model, Mùa thi 10 là chương trình thứ mười của loạt chương trình America's Next Top Model và là mùa thi thứ tư lên sóng của kênh The CW. Biểu ngữ mùa này là: "Gương mặt mới, Phong cách mới, New York". Bài hát "Feedback" được chọn làm nhạc nền cổ động mùa thi, do Janet Jackson thể hiện.
Điểm đến quốc tế đó là thành Roma cho top 6, đây cũng đã từng là điểm dừng chân cho mùa thi thứ hai.
Mùa thi này có một số thay đổi:
- Nhà chung được dời trở về New York (sau khi được đặt ở Los Angeles kể từ mùa thi 4).
- Số lượng thí sinh cũng tăng lên con số 14 (ngay sau khi giảm xuống 13 kể từ mùa thi 5).
- Người mẫu người Séc Paulina Porizkova thay thế vị trí của Twiggy vì Twiggy có chút rắc rối trong thời gian biểu.[1].

Người chiến thắng được nhận các giải thưởng như sau:
- Một hợp đồng với công ty đào tạo người mẫu hàng đầu thế giới Elite Model Management
- Người mẫu trang bìa cho tạp chí Seventeen cùng 6 trang báo đặc biệt.
- Một hợp đồng quảng cáo giá trị hơn của thương hiệu mỹ phẩm CoverGirl trị giá $100.000 và xuất hiện trên tấm bảng quảng cáo mỹ phẩm CoverGirl treo tại quảng trường Thời đại ở New York.

Quán quân mùa 10 là Whitney Thompson, 20 tuổi, đến từ Atlantic Beach, tiểu bang Florida. Thompson là người mẫu ngoại cỡ đầu tiên giành được chiến thắng.

## Thí sinh
(Tính tuổi lúc tham gia chương trình)
| Thí sinh           | Tuổi | Chiều cao              | Đến từ                    | Bị loại ở | Hạng         |
| ------------------ | ---- | ---------------------- | ------------------------- | --------- | ------------ |
| Kim Rydzewski †    | 20   | 178 cm (5 ft 10 in)    | Worcester, Massachusetts  | Tập 2     | 14 (bỏ cuộc) |
| Atalya Slater      | 18   | 176 cm (5 ft 9+1⁄2 in) | Brooklyn, New York        | Tập 2     | 13           |
| Allison Kuehn      | 18   | 180 cm (5 ft 11 in)    | Waunakee, Wisconsin       | Tập 3     | 12           |
| Amis Jenkins       | 20   | 180 cm (5 ft 11 in)    | Bartlesville, Oklahoma    | Tập 4     | 11           |
| Marvita Washington | 23   | 183 cm (6 ft 0 in)     | San Francisco, California | Tập 5     | 10           |
| Aimee Wright       | 18   | 178 cm (5 ft 10 in)    | Spanaway, Washington      | Tập 6     | 9            |
| Claire Unabia      | 24   | 175 cm (5 ft 9 in)     | New York, New York        | Tập 7     | 8            |
| Stacy-Ann Fequiere | 22   | 178 cm (5 ft 10 in)    | Miami, Florida            | Tập 9     | 7            |
| Lauren Utter       | 22   | 183 cm (6 ft 0 in)     | Brooklyn, New York        | Tập 10    | 6            |
| Katarzyna Dolinska | 22   | 178 cm (5 ft 10 in)    | Roslyn, New York          | Tập 11    | 5            |
| Dominique Reighard | 23   | 180 cm (5 ft 11 in)    | Columbus, Ohio            | Tập 12    | 4            |
| Fatima Siad        | 22   | 180 cm (5 ft 11 in)    | Boston, Massachusetts     | Tập 13    | 3            |
| Anya Kop           | 18   | 178 cm (5 ft 10 in)    | Honolulu, Hawaii          | Tập 13    | 2            |
| Whitney Thompson   | 20   | 178 cm (5 ft 10 in)    | Atlantic Beach, Florida   | Tập 13    | 1            |

### Hội đồng giám khảo
- Tyra Banks
- J. Alexander
- Nigel Barker
- Paulina Porizkova

### Thành viên khác trong đoàn làm phim
- Jay Manuel, đạo diễn nghệ thuật
- Sutan, chuyên viên trang điểm
- Christian Marc, nhà tạo mẫu tóc
- Anda & Masha, chuyên viên phục trang

## Thứ tự gọi tên
| 1  | Allison   | Anya      | Lauren    | Anya      | Stacy-Ann | Whitney   | Fatima    | Anya      | Fatima    | Fatima    | Anya      | Anya    | Whitney |  |  |  |  |  |  |  |  |  |  |  |
| 2  | Fatima    | Claire    | Marvita   | Whitney   | Dominique | Katarzyna | Anya      | Lauren    | Katarzyna | Dominique | Whitney   | Whitney | Anya    |  |  |  |  |  |  |  |  |  |  |  |
| 3  | Katarzyna | Whitney   | Aimee     | Katarzyna | Claire    | Fatima    | Katarzyna | Dominique | Anya      | Anya      | Fatima    | Fatima  |         |  |  |  |  |  |  |  |  |  |  |  |
| 4  | Kim       | Lauren    | Claire    | Claire    | Anya      | Lauren    | Whitney   | Katarzyna | Dominique | Whitney   | Dominique |         |         |  |  |  |  |  |  |  |  |  |  |  |
| 5  | Stacy-Ann | Aimee     | Stacy-Ann | Dominique | Lauren    | Anya      | Stacy-Ann | Whitney   | Whitney   | Katarzyna |           |         |         |  |  |  |  |  |  |  |  |  |  |  |
| 6  | Aimee     | Fatima    | Fatima    | Stacy-Ann | Aimee     | Dominique | Dominique | Fatima    | Lauren    |           |           |         |         |  |  |  |  |  |  |  |  |  |  |  |
| 7  | Amis      | Marvita   | Anya      | Lauren    | Katarzyna | Stacy-Ann | Lauren    | Stacy-Ann |           |           |           |         |         |  |  |  |  |  |  |  |  |  |  |  |
| 8  | Claire    | Katarzyna | Whitney   | Marvita   | Fatima    | Claire    | Claire    |           |           |           |           |         |         |  |  |  |  |  |  |  |  |  |  |  |
| 9  | Whitney   | Stacy-Ann | Katarzyna | Aimee     | Whitney   | Aimee     |           |           |           |           |           |         |         |  |  |  |  |  |  |  |  |  |  |  |
| 10 | Marvita   | Dominique | Amis      | Fatima    | Marvita   |           |           |           |           |           |           |         |         |  |  |  |  |  |  |  |  |  |  |  |
| 11 | Lauren    | Allison   | Dominique | Amis      |           |           |           |           |           |           |           |         |         |  |  |  |  |  |  |  |  |  |  |  |
| 12 | Atalya    | Amis      | Allison   |           |           |           |           |           |           |           |           |         |         |  |  |  |  |  |  |  |  |  |  |  |
| 13 | Anya      | Atalya    |           |           |           |           |           |           |           |           |           |         |         |  |  |  |  |  |  |  |  |  |  |  |
| 14 | Dominique | Kim       |           |           |           |           |           |           |           |           |           |         |         |  |  |  |  |  |  |  |  |  |  |  |

     Thí sinh quyết định ngừng thi
     Thí sinh bị loại
     Thí sinh chiến thắng chung cuộc
- Trong tập 1, từ 21 cô gái được giảm xuống còn 13 người. Sau khi Anya được chọn, Tyra quyết định chọn thêm một người nữa là Dominique.
- Tập 8 là tập tổng kết về những sự kiện đáng nhớ của mùa.

### Hướng dẫn chụp ảnh
- Tập 1: Thẻ học sinh; Ảnh nghệ thuật (casting)
- Tập 2: Vô gia cư
- Tập 3: Đồ lót do Elle Macpherson thiết kế
- Tập 4: Công nghiệp đóng gói thịt bò
- Tập 5: Ảnh đẹp với sơn nước
- Tập 6: Âm nhạc đa thể loại
- Tập 7: Fuerzabrut trong hồ bằng mylar
- Tập 9: Hành khách của chuyến bay quốc tế
- Tập 10: Phim quảng cáo cho CoverGirl Vibrant Hue Lipstick bằng tiếng Ý
- Tập 11: Thiết kế cho thành Rome
- Tập 12: Bức ảnh của Paparazzi – Thợ săn ảnh
- Tập 13: Quảng cáo cho CoverGirl LashBlast Mascara; Chụp ảnh bìa cho tạp chí Seventeen

### Thay đổi vẻ ngoài
- Aimee: Nhuộm đỏ và thêm mái ngố
- Allison: Nhuộm màu đồng và làm dày tóc
- Amis: Nối nhiều gợn tóc vàng
- Anya: Nhuộm màu bạc kim
- Claire: Cắt tóc hai bên mang tai và nhuộm trắng (tẩy tóc)
- Dominique: Cắt ngắn và nhuộm nâu sẫm; sau đó chuyển sang nhuộm màu vàng nâu
- Fatima: Nối dây tóc màu nâu hạt dẻ, tóc nâu đen dài và gợi cảm
- Katarzyna: Nhuộm đen; sau đó đổi thành cắt ngắn
- Lauren: Nối dây tóc vàng và đỏ highlight
- Marvita: Tóc bờm ngựa
- Stacy Ann: Tóc ngắn
- Whitney: Nối tóc